# Salvador Espriu i Castelló
Salvador Espriu i Castelló (1913-1985) is een Catalaanse schrijver, die gedichten, prosa en toneelwerken geschreven heeft. Hij wordt beschouwd als een van de belangrijkste auteurs van zijn generatie en werd in 1971 en 1983 voorgedragen voor de Nobelprijs voor de Literatuur. Zijn werken speelden een grote rol bij de jonge intellectuelen tijdens het Catalaanse réveil in de jaren 1960 en werden door de liederen Raimon populair.

## Leven

### Eerste jaren
Hij was de zoon van de zeer gegoede notaris en vrijdenker Francesc Espriu i Torres en van Escolàstica Castelló i Molas, een discreet gebleven, diepgelovige vrouw. Wegens het werk van de vader verhuisde de familie, afkomstig uit Arenys de Mar eerst naar Santa Coloma de Farners, waar Salvador en zijn twee broers Francesc en Josep geboren werden. Later verhuisde de familie naar Barcelona. Ze hielden een buitenverblijf in Arenys, een plaats die later in veel van zijn werken zal terugkeren.
Hij wordt beschreven als een speelse jongen. Hij startte aan de voor die tijd zeer vooruitstrevende Montessorischool en ging dan naar de Duitse school. In het begin van de jaren 1920 ging de familie door een moeilijke periode, toen de 5 gebroeders de mazelen kregen en slechts moeizaam genazen. Enige tijd later stierf zijn oudste broer na een ongeval bij het spelen op de bouwwerf van de nieuwe haven van Arenys. De extraverte jongen werd door die feiten getekend en trok zich meer in zichzelf terug. Hij was vaak en lang bedlegerig en in die tijd ontwikkelde hij een passie voor het lezen, voornamelijk boeken over godsdienst en oude geschiedenis. Hij beschouwt zichzelf als een religieus voelend agnosticus.

### Jeugd
Hij was pas zestien toen in 1929 zijn eerste boek Israel, nog in het Castiliaans verscheen. Een jaar later begon hij aan de Universiteit van Barcelona gelijktijdig recht en geschiedenis van de oudheid te studeren. Het was een bewogen tijd: op de overgang van de dictatuur van Primo de Rivera naar de Tweede Spaanse Republiek (1931-1939). In 1930 publiceerde hij zijn eerste werk in het Catalaans El doctor Rip en een jaar later Laia, twee werken die nog sterk door de esthetiek van het Noucentisme getekend waren. Met een aantal literaire vrienden heeft hij in 1933 een lange reis naar de landen rond de Middellandse Zee gedaan, daar waar de mythen uit de klassieke oudheid ontstaan waren. Van die reis hield hij een passie voor het oude Egypte over.

### Tijdens de burgeroorlog (1936-39)
Tijdens de Spaanse Burgeroorlog wordt Espriu wegens zijn zwakke gezondheid van actieve militaire dienst vrijgesteld. Hij wordt aangesteld als juridisch adviseur bij een republikeinse militaire rechtbank. Hij moet het laatste jaar van zijn studies klassieke filologie onderbreken. Het wordt voor hem een verscheurende periode, want hij heeft vrienden in beide kampen. De dood van zijn goede vriend, de dichter en vertaler Bartomeu Rosselló-Pòrcel in 1938 valt hem zwaar. In die tijd ontstaat zijn toneelwerk Antigona, waarin hij een symbool ziet voor de broederstrijd die Spanje verscheurt.

### Schrijver en notarisklerk (1940-1963)
In 1940 overlijdt zijn vader en het kantoor wordt voortgezet door Antoni Gual Ubach. Omwille van den brode neemt Espriu daar een baan als notarisklerk aan, zeer tegen zijn zin, want hij had nog nauwelijks tijd om te schrijven. Bovendien maakte de censuur het onder de franquistische dictatuur schrijven in het Catalaans bijzonder moeilijk. Terwijl veel schrijvers de gemakkelijke weg kiezen en overschakelen op het Castiliaans, blijft hij zijn moedertaal trouw en neemt deel aan de clandestiene bijeenkomsten van Catalaanse auteurs. Aan die tijd houdt hij veel bittere herinneringen over. Hij legde zich vooral toe op het schrijven van poëzie, die als “ongevaarlijk” gold en makkelijker aan het alziend oog van de censuur ontsnapte.
Over die tijd schrijft hij zelf: “Op de drempel van mijn veertigste levensjaar kan ik zelfs nog geen kleine fiche vullen met biografische gegevens. Ik heb gestudeerd, ik werk om in mijn onderhoud te voorzien en ik streef ernaar, zonder enige hoop overigens, me ooit volledig aan mijn literaire arbeid te kunnen wijden.” In 1946 verschijnt El Cementiri de Sinera, (Sinera is een anagram van Arenys) waarin hij de mythologische plek Sinera schept, de plek van een ongestoorde, voor goed verloren jeugd. In 1957 schrijft hij een essaybundel met onder meer een studie over het werk van zijn vriend Rosselló-Pòrcel.
In 1960 verschijnt een nieuwe bundel La pell de brau (De stierenhuid) die bijzonder in de smaak valt bij de nieuwe jonge generatie van Catalaanse intellectuelen. De in die tijd subversieve zin gij zult geen prins kiezen, die bloed vergiet ontsnapt op onverklaarbare wijze aan de censuur. Dit vers en andere teksten zoals Vell ric, solitari, sense successor… (oude rijkaard, eenzaam, zonder opvolger) worden een symbool van de groeiende weerstand tegen het regime. In nauwelijks verholen woorden stelt hij daarin het kleptocratische, luie regime, dat in zijn ogen niets opbouwt, aan de kaak.
Gij zult geen prins kiezen

die bloed vergiet

die verraad gepleegd heeft of steelt

die niet zelf steen per steen de tempel

met zijn eigen arbeid opricht.
In 1960 verlaat hij de notarispraktijk en heeft nog enkele onregelmatige baantjes, onder meer in de medische verzekeringsmaatschappij van zijn broer Josep.

### Symbool voor een nieuwe tijd (1963-1985)
In 1963 verschijnt zijn Obra Poètica (verzameld werk). Dan gebeurt wat hij, onzeker als hij was, nooit had durven hopen: hij wordt een populair dichter. Hij wordt het symbool van de Catalaanse eisen. De theaterdirecteur Ricard Salvat i Ferré en de zanger Raimon spelen daarin een grote rol. Ofschoon hij niet actief in de clandestiene beweging meewerkt, gaf hij altijd steun op risicovolle momenten, zoals de studentenopstand Caputxinada van 9 maart 1966 of het manifest tegen de foltering van de stakende mijnwerkers van Asturias door de Spaanse Guardia Civil. Sedertdien werd zijn correspondentie door de politie meegelezen.
Zijn poëzie evolueert ook. Terwijl zijn jeugdwerken nog sterk getekend waren door het Noucentisme met zijn vele middeleeuwse archaïsmen en hoogdravende woorden, zoekt hij nu meer naar een moderne, eigentijdse taal. In het fin de régime van de laatste jaren van het franquisme wordt hij steeds populairder, ofschoon hij zelf een teruggetrokken leven leidde. In 1969 wordt hij een eerste keer voorgesteld als kandidaat voor de Nobelprijs voor de Literatuur. In 1971 publiceerde hij de bundel Setmana Santa, die de Prijs van de kritiek van de Spaanse poëzie kreeg, ofschoon hij in het Catalaans geschreven had. In 1972 kreeg hij de Premi d'Honor de les Lletres Catalanes.
Van in het begin streeft hij naar verzoening tussen de broedervolkeren op het Iberische schiereiland, naar een vreedzame samenleving, een houding die door de radicalere vleugel van de Catalaanse beweging niet gewaardeerd werd. Tijdens de overgangsjaren na het overlijden van Franco (1975) blijft hij schrijven, maar na een eerste hartinfarct in 1979 gaat zijn gezondheid achteruit. In korte tijd volgt de ene prijs op de andere onderscheiding. Hij blijft schrijven tot zijn laatste dag.
Salvador Espriu i Castelló is op de avond van 22 februari 1985 in het ziekenhuis overleden. Er werd als laatste eer een rouwkapel ingericht in het Palau de la Generalitat. De volgende dag werd hij op het kerkhof van zijn geliefde Arenys de Mar, dat zo'n belangrijke rol gespeeld had in vele van zijn werken, onder grote publieke belangstelling begraven.

## Enige Werken

### In het Catalaans
- 1929: Israel
- 1929: La Revolta dels Sants (theater)
- 1930: El Doctor Rip
- 1930: Laia, verfilmd in 1970, in het Nederlands vertaald onder de titel Laia
- 1938: Antigona (theater)
- 1946: El Cementiri de Cinera
- 1957: Evocació de Rosselló-Pòrcel i altres proses (Herinnering aan Rosselló-Pòrcel en ander prosa)
- 1960: La pell de brau (De stierenhuid)
- 1971 Setmana Santa
- 1981: Les roques de mar

### In het Nederlands
- 1980, Ik heb mijn leven gezien als een muur, Gent, Masereelfonds, ISBN 90-6417-031-2[5]
- 1990, De koele hoeken en kanten van de schaduw, Ninove, Point, ISBN 90-71152-22-7[5][6]
- 1993, Brandend en levend, een rots: gedichten van Salvador Espriu en Alfonso Costafreda, Amsterdam, Mets, ISBN 9789053300763[7]
- 1995, Laia, Den Haag, Menken Kasander & Wigman, ISBN 90-74622-06-2[8][9]

## Onderscheidingen en erkenning

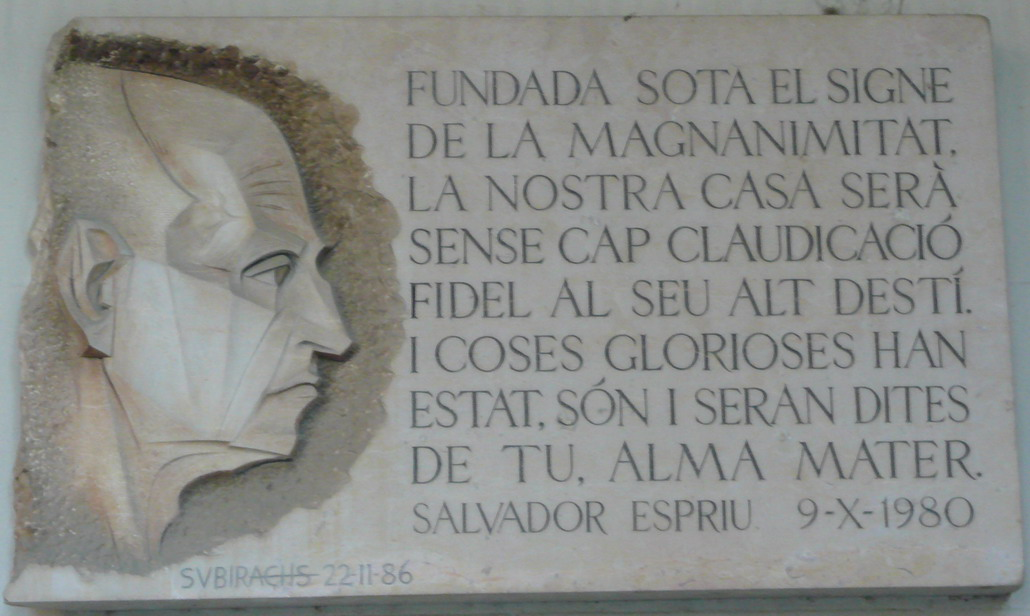
Gedenksteen aan de Universiteit van Barcelona

- 1934: Ereteken van de Generalitat de Catalunya voor zijn werk Les Avets
- 1956: Lletra d'or voor Final del laberint
- 1972: Premi d'Honor de les Lletres Catalanes
- 1980: Gouden Medaille van de Catalaanse regering
- 1982: Serra d'Or-criticiprijs voor literatuur en essay en Gouden Medaille van de stad Barcelona voor Les roques de mar
- Doctor Honoris Causa Universiteit van Barcelona
- Doctor Honoris Causa Universiteit van Toulouse
- 1995: Het gedicht Pluja (Regen) wordt als muurschildering aan de Rijn- en Schiekade in Leiden aangebracht.[10]
- 2013, honderd jaar na zijn geboorte, werd uitgeroepen tot het Salvador Espriu jaar.[11]
- In 1982 werd hem de Spaanse prijs Creu d'Alfons X El Sabio toegekend, die hij geweigerd heeft.

In de Catalaanse landen zijn diverse straten, pleinen en scholen naar Salvador Espriu i Castelló vernoemd: onder meer in Barcelona, Perpignan, Palma de Mallorca, Capont, Girona, Tarragona en vanzelfsprekend Arenys de Mar, dat bovendien in 1987 een studie- en documentatiecentrum “Centre de Documentació i Estudi Salvador Espriu” opgericht heeft.